# 軌道モジュール

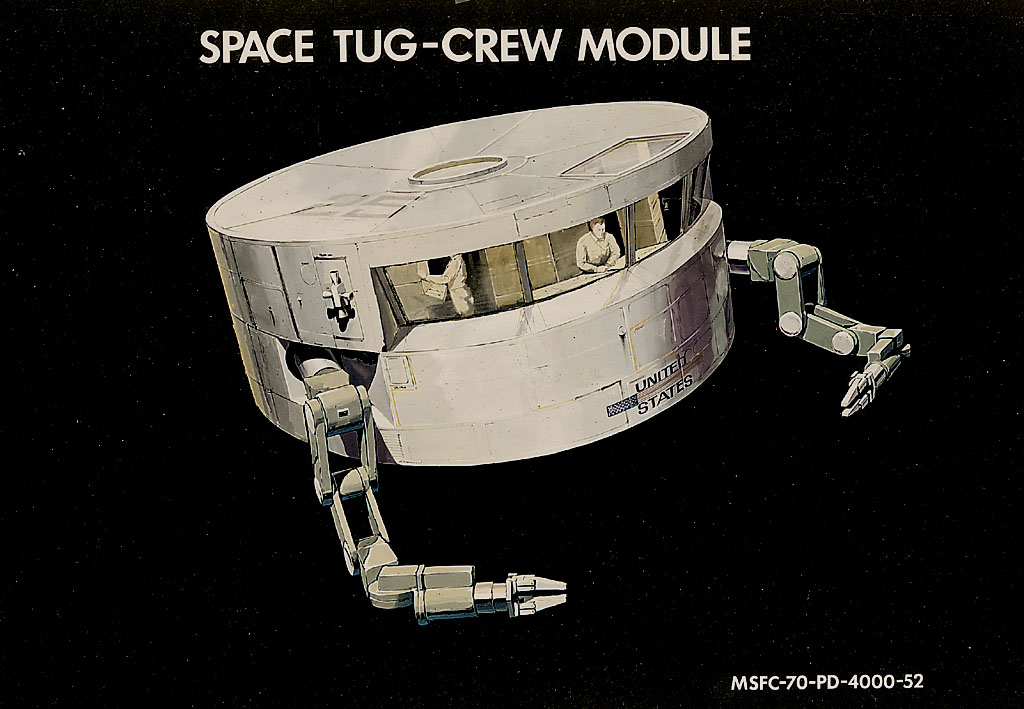
スペースタグボートのコンセプト（1970年代）

軌道モジュール（きどうもじゅーる、英語: Orbital module）は、軌道上でのみ使用されるいくつかの宇宙カプセルのコンパートメント。軌道モジュールは、軌道上で使用するための居住区を提供し、再突入前に、乗組員の再突入カプセルから分離される。一方、再突入カプセルは、乗組員を安全に帰還させるための必要な装備に焦点が当てられ、構造上マージンが大きくなる。これらはソユーズ宇宙船のために開発された。

## ソユーズ軌道モジュール

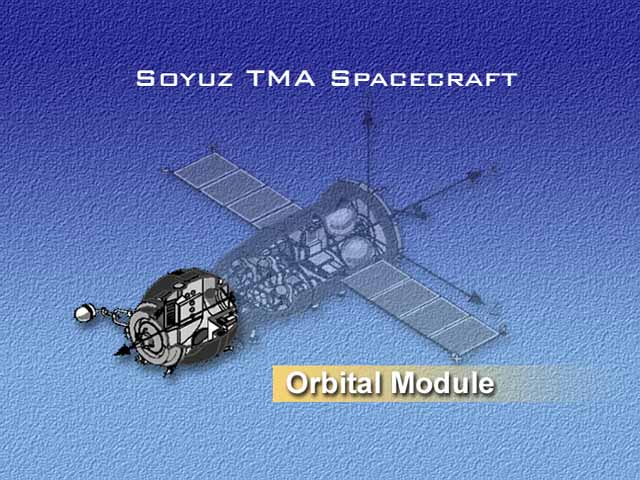
ソユーズ宇宙船の軌道モジュール

軌道モジュールは、ソビエト-ロシアのソユーズ宇宙カプセルシリーズの球形の部分。軌道上でのみ使用するように設計されているため、再突入に耐えるためにモジュールを強化する必要がない。そのため、他の有人カプセルよりも軽量でより多くの使用可能なスペースを確保できる設計になっている。
主に軌道飛行中の居住区として機能し、宇宙ステーションのフェリーとして利用すると、上昇時に物資を保管し、下降時には廃棄物で満載になり燃え尽きる。初期のソユーズミッションでは、モジュールは実験に使用され、ソユーズ4号/5号のEVA乗組員の移動のためのエアロックとしても使用された。

## 神舟軌道モジュール
中国の神舟宇宙船では、軌道モジュールがアップグレードされ独自のソーラーパネルと軌道マヌーバシステムを搭載している。再突入モジュールとサービスモジュールから分離した後、無人のフリーフライト宇宙船として独立して動作することができる。
2024年12月19日午前4時、鹿児島県垂水市、桜島定点カメラで中国の有人宇宙船「神舟17号」の「軌道モジュール」が数十秒にわたって分裂しながら消えていく光の塊が見られた。
連項目
- 再突入モジュール
- サービスモジュール
- 宇宙船